# Calloporina angustipora
Calloporina angustipora är en mossdjursart som först beskrevs av Walter Douglas Hincks 1885.  Calloporina angustipora ingår i släktet Calloporina och familjen Microporellidae. Inga underarter finns listade i Catalogue of Life.